# لینوس گچتر
لینوس گچتر (انگلیسی: Linus Gechter؛ زادهٔ ۲۷ فوریهٔ ۲۰۰۴) بازیکن فوتبال اهل آلمان است.
وی همچنین در تیم‌های ملی فوتبال Germany national under-16 football team و جوانان آلمان بازی کرده‌است.